# Cathy Linh Che
Cathy Linh Che là nhà thơ người Mỹ gốc Việt đến từ Los Angeles. Cô đoạt giải Thơ Kundiman, Giải Sách Đầu tiên Norma Farber từ Hội Thơ ca Hoa Kỳ, và Giải Sách Thơ Hay nhất từ Hiệp hội Nghiên cứu Người Mỹ gốc Á dành cho thi phẩm Split.

## Thân thế
Cathy Linh Che từng theo học Trường Đại học Reed và Đại học New York rồi sau thi đậu lấy bằng Cử nhân Khoa học xã hội và Thạc sĩ Mỹ thuật. Trong một cuộc phỏng vấn do Trường Đại học Emerson thực hiện, Che nói, "Tôi lớn lên ở Highland Park trong một cộng đồng người nhập cư gốc Á và Latin thuộc tầng lớp lao động. Vì vậy, mặc dù có rất nhiều xung đột giữa tôi và bố mẹ, nhưng đó là điều mà mọi người xung quanh tôi đều đã trải qua nên tôi chưa bao giờ cảm thấy khác biệt hay cô đơn cho đến khi vào đại học".
Năm 2018, cô góp phần giúp tổ chức dự án "Because We Come From Everything" của Kundiman. Cô còn tham gia vào dự án kỹ thuật số "Poetics of Haunting" do Jane Wong phụ trách.

## Văn nghiệp
Khi được hỏi trong một cuộc phỏng vấn tại Trường Đại học Emerson về điều gì đã đưa Cathy Linh Che đến với thơ ca, Che trả lời rằng:
"Tôi phải nói là chính bố mẹ tôi đã đưa tôi đến với thơ ca. Dù cả hai người chẳng có ai là nhà thơ cả, nhưng quá trình trưởng thành của tôi tràn ngập những câu chuyện của họ. Khi ngồi vào bàn ăn, bố mẹ tôi thường kể cho tôi nghe về cuộc đời của họ trong Chiến tranh Việt Nam, thời gian ở trại tị nạn, những năm đầu tiên mà họ đặt chân đến Mỹ. Khi tôi bắt đầu viết, tiếng nói của họ đòi hỏi phải được nói ra. Tôi không thể không coi câu chuyện của họ về cơ bản là một phần câu chuyện của chính tôi".
Che hiện là Giám đốc điều hành tại Kundiman.
Thi phẩm được công nhận nhiều nhất của Che đến từ cuốn sách thơ mang tên Split, "chứa đựng những bài thơ nói về tác động tâm lý, tình dục và lạm dụng của chiến tranh".

## Giải thưởng
Trong suốt sự nghiệp làm thơ của Cathy Linh Che, một số giải thưởng gắn liền với tên tuổi của cô, như Giải Thơ Kundiman, Giải Sách Đầu tiên Norma Farber của Hội Thơ ca Hoa Kỳ, và Giải Sách Thơ Hay nhất của Hiệp hội Nghiên cứu Người Mỹ gốc Á.

## Thi phẩm
- Split, Alice James Books, 2014.
- Hair : poems: a collection of cuts and ties,  Reed College, 2002. OCLC 268892934
- Split, Chestertown, Maryland: Literary House Press, 2016. OCLC 993260020

Tuyển tập
- Laren McClung; Yusef Komunyakaa (eds) Inheriting the war : poetry and prose by descendants of Vietnam veterans and refugees, New York : W.W. Norton & Company, 2018. ISBN 9780393354287, OCLC 1009717493